# División de Amravati
Amravati (en maratí: अमरावती विभाग) es una de las seis divisiones administrativas del estado de Maharastra en la India. 

## Distritos
La división se encuentra a su vez subdividida en cinco distritos según la tabla siguiente;
| Distrito | Capital  | Superficie km² | Habitantes (Censo: 2011) | Densidad Hab/km² |
| -------- | -------- | -------------- | ------------------------ | ---------------- |
| Amravati | Amravati | 12 235         | 2 887 826                | 236,03           |
| Akola    | Akola    | 5 431          | 1 818 617                | 334,86           |
| Washim   | Washim   | 5 150          | 1 196 714                | 232,37           |
| Buldana  | Buldhana | 9 640          | 2 588 039                | 268,47           |
| Yavatmal | Yavatmal | 13 584         | 2 775 457                | 204,32           |

## Estadísticas
- Superficie: 46 040 km²
- Superficie bajo riego: 2 582 km²
- Población (censo 2011) : 11 266 653[1]

## Idiomas
Maratí, Urdu, Hindi.